# Leslie Denizová
Leslie Jean Denizová (* 25. května 1962 Oakland) je americká atletka, která startovala hlavně v hodu diskem.
Deniz se narodila v Oaklandu v Kalifornii a vyrostla v Gridley v Kalifornii, kde navštěvovala oblastní školy, v roce 1980 promovala na Gridley High School. Startovala za Spojené státy americké na letních olympijských hrách v roce 1984, které se konaly v Los Angeles v hodu diskem, kde získala stříbrnou medaili. Navštěvovala Arizonskou státní univerzitu v Tempu poté, co promovala na Gridley High School v roce 1980.